# Judith N. Shklar
Judith Nisse Shklar (geboren 24. September 1928 in Riga, Lettland als Judita Nisse; gestorben 17. September 1992 in Cambridge, Massachusetts) war eine jüdisch-amerikanische Politologin, Autorin und Professorin an der Harvard-Universität.

## Leben und wissenschaftliche Laufbahn
Judita Nisse war eine von drei Töchtern des jüdisch-lettischen Unternehmers Aaron Nisse und der Kinderärztin Agnes Nisse. Die Mutter war Atheistin und erzog die Kinder gemäß ihrem eigenen Aufenthalt in einem Schweizer Mädchenpensionat zu Pflichterfüllung und Selbstbeherrschung; ihr Vater war ein Anhänger der Zionisten, jedoch kein praktizierender Jude. Judita und ihre Schwestern gehörten dem jüdischen Sportbund Makkabi an und besuchten die jüdische Ezra-Schule, die 1936 neu gegründet werden musste, da die Juden vom Besuch des deutschen Gymnasiums in Riga ausgeschlossen wurden; die Unterrichtssprache war de facto Deutsch, offiziell hingegen Lettisch und Hebräisch.
1939 floh die Familie nach dem deutschen Überfall auf Polen vor der aufgrund des geheimen Zusatzprotokolls des Deutsch-sowjetischen Nichtangriffspaktes, des am 17. September 1939 erfolgten Einmarschs der Roten Armee in Polen und des Deutsch-Sowjetischen Grenz- und Freundschaftsvertrages drohenden Okkupation Lettlands durch die Sowjetunion nach Stockholm. Als auch Schweden vor den deutschen Eroberungen nicht mehr sicher erschien, flohen die Nisses mit falschen Pässen durch die Sowjetunion über Japan in die USA und gerieten in Seattle als illegale Einwanderer in Internierungshaft. Schließlich gelangten sie nach Kanada, wo Judita Nisse eine protestantische Schule besuchte.
Nisse studierte an der McGill University in Montreal und, nachdem sie dort den Bachelor und den Master of Arts (1949/50) erlangt hatte, an der Harvard University, wo sie das Studium 1955 unter Carl Joachim Friedrich mit dem Ph.D. abschloss. Sie heiratete im Alter von 19 Jahren den Zahnmediziner und späteren Professor für Oral pathology an der Harvard School of Dental Medicine Gerald Shklar (1924–2015), sie hatten drei Kinder. Judith Shklar wurde 1980 als Nachfolgerin ihres akademischen Lehrers  „John Cowles Professor of Government“ und lehrte bis zu ihrem Tod in Harvard. Sie war überhaupt die erste Frau, die im Government Department der Universität eine Festanstellung, zunächst als lecturer, innehatte. Unter ihren Kollegen genoss sie höchste Anerkennung.
Als Hochschullehrerin erwarb sie hohes Ansehen. Viele ihrer Schüler trugen zu einer Festschrift für Judith Shklar mit dem Titel Liberalism Without Illusions, herausgegeben von Bernard Yack, bei.

## Das Werk
Shklar ist historisch als Ideengeschichtlerin und systematisch als eine der wichtigsten Theoretikerinnen des Liberalismus hervorgetreten. Ihr historisches Interesse bezog sich vor allem auf die europäische Aufklärung (Montesquieu, Rousseau) und auf die amerikanische Staatstheorie seit der Frühphase der Republik. Nach einer ersten Übertragung von Faces of Injustice als Über Ungerechtigkeit durch Christina Goldmann im Jahr 1992 hat sich seit 2013 Hannes Bajohr als Übersetzer von Shklars Werk hervorgetan, wobei er einige Essaybände zusammenstellte, die so nicht im Englischen existieren.

### Ganz normale Laster(1984) undDer Liberalismus der Furcht(1989)
Im Mittelpunkt ihrer systematischen Überlegungen zum Wesen des Liberalismus steht vor allem der Gedanke, dass Grausamkeit das größte aller Übel (summum malum) sei. Dieses Thema berührt sie zunächst in Grausamkeit an erste Stelle setzen und Schlechte Charaktere für gute Liberale (dem ersten bzw. letzten Kapitel ihres Buches Ganz normale Laster). Wieder aufgegriffen hat sie diese Überlegung in ihrer inzwischen kanonischen wichtigsten Schrift, Der Liberalismus der Furcht. Hier begründet sie erneut die Auffassung, dass Grausamkeit das größte aller Übel sei und dass Regierungen dazu neigen, die „unvermeidbare Machtverteilung“, die sich aus der politischen Organisation ergibt, auszunutzen. Sie befürwortet daher eine liberale konstitutionelle Demokratie, die zwar unvollkommen sein mag, jedoch immer noch die denkbar beste Form der Regierung ist, da sie die Menschen vor den Mächtigen schützt, indem die Macht der Regierenden beschränkt und ferner die Macht auf eine Vielzahl von politisch tätigen Gruppen verteilt wird.
Shklar ging davon aus, dass „jeder Erwachsene die Möglichkeit haben sollte, zu jedem Lebensbereich so viele Entscheidungen ohne Furcht und ohne Begünstigung zu fällen, wie es mit der entsprechenden Freiheit der anderen Erwachsenen vereinbar ist“. Für sie war das „die ursprüngliche und einzig vertretbare Bedeutung von Liberalismus“ (The Liberalism of Fear).
Rechte sind für sie weniger absolute Freiheiten in der Moral, sondern vielmehr Handlungsmöglichkeiten, die die Bürger haben müssen, um sich vor Machtmissbrauch zu schützen.

### Über Ungerechtigkeit(1990)
Shklars Interesse galt zudem der Ungerechtigkeit und den Übeln in der Politik. Sie war der Auffassung, dass die Philosophie der Ungerechtigkeit nicht die gebührende Aufmerksamkeit schenkt. In der Vergangenheit hätten die meisten Philosophen das Problem der Ungerechtigkeit ignoriert und stattdessen nur über Gerechtigkeit gesprochen, so wie sie das Laster ignoriert und nur über die Tugend gesprochen hätten.
Nach Ganz normale Laster versucht Shklar in Über Ungerechtigkeit, diese Lücke im philosophischen Denken zu schließen. Sie stützt sich auf Literatur und Philosophie, um aufzuzeigen, dass Ungerechtigkeit und das Gefühl für Ungerechtigkeit zeitübergreifend und kulturübergreifend vorhanden und von großer Bedeutung für die moderne politische und philosophische Theorie sind.

## Auszeichnungen
1970 wurde Shklar in die American Academy of Arts and Sciences gewählt. 1982 war sie Präsidentin der American Society for Political and Legal Philosophy, 1989–1990 als erste Frau Präsidentin der American Political Science Association. Seit 1990 war sie Mitglied der American Philosophical Society. 1983–1984 war sie visiting Pitt Professor of American History and Institutions at Cambridge University, 1983 und erneut 1986 war sie visiting fellow at All Souls College, Oxford University, 1984 MacArthur Fellow, 1986 Carlyle Lecturer at Oxford, 1988 Storrs Lecturer an der Yale Law School, 1989 Tanner Lecturer an der University of Utah und Charles Homer Haskins Lecturer des American Council of Learned Societies. 1985 erhielt sie den Preis des Chapter der Phi Beta Kappa–Society an der Universität Harvard für akademische Lehre.

## Schriften
Shklar schrieb zahlreiche Bücher und Artikel auf dem Gebiet der politischen Theorie, unter anderem:
- After Utopia: The Decline of Political Faith, Princeton University Press, 1957
- Legalism: Law, Morals, and Political Trials, Harvard University Press 1964, ISBN 0-674-52351-2
- Men and Citizens: A Study of Rousseau's Social Theory 1969, Nachdruck: Cambridge University Press, 1987, ISBN 0-521-31640-5
- Freedom and Independence: A Study of the Political Ideas of Hegel's Phenomenology of Mind. Cambridge University Press, 1976, ISBN 0-521-21025-9
- Ordinary Vices, Belknap Press, Cambridge, Mass. 1984, ISBN 0-674-64175-2
  - Übers. und Nachwort Hannes Bajohr: Ganz normale Laster. Matthes & Seitz, Berlin 2014, ISBN 978-3-88221-389-8
- Montesquieu, Oxford University Press, 1987, ISBN 0-19-287649-X
- The Liberalism of Fear, in: Nancy L. Rosenblum: Liberalism and the Moral Life. Cambridge 1989, S. 21–38 und 255–256
  - Übers., Hg. und Nachwort Hannes Bajohr: Der Liberalismus der Furcht. Vorwort Axel Honneth; ergänzende Essays von Seyla Benhabib, Michael Walzer, Bernard Williams. Matthes & Seitz, Berlin 2013, ISBN 3-88221-979-3
- The Faces of Injustice. Yale University Press, New Haven 1990, ISBN 0-300-05670-2
  - Übers. Christiane Goldmann: Über Ungerechtigkeit. Erkundungen zu einem moralischen Gefühl. Rotbuch, Berlin 1992, ISBN 3-88022-780-2; wieder Fischer, Frankfurt 1997, ISBN 3-596-13614-8; herausgegebene und neu durchgesehene von Hannes Bajohr Matthes & Seitz, Berlin 2021, ISBN 978-3-7518-0338-0.
- American Citizenship: The Quest for Inclusion 1991; wieder Harvard University Press, 1995, ISBN 0-674-02216-5.
  - Übers. Hannes Bajohr: Wählen und Verdienen. Matthes & Seitz, Berlin 2024, ISBN 978-3-7518-3022-5.

Verschiedene Essays wurden posthum veröffentlicht, darunter:
- Political Thought and Political Thinkers. Hg. Stanley Hoffmann, Vorwort George Kateb. University of Chicago Press, Chicago 1998, ISBN 0-226-75346-8
- Redeeming American Political Thought, Hg. Stanley Hoffmann, University of Chicago Press, 1998, ISBN 0-226-75348-4
- Der Liberalismus der Rechte. Hg. Hannes Bajohr. Matthes & Seitz, Berlin 2017, ISBN 978-3-95757-241-7; enthält die Essays:
  - Rechte in der liberalen Tradition. (Rights in the Liberal Tradition, 1992)
  - Die Idee der Rechte in der Frühphase der amerikanischen Republik. (The Idea of Rights in the Early Republic, zuvor unveröffentlicht, entstanden 1984)
  - Politische Theorie und die Herrschaft des Gesetzes. (Political Theory and the Rule of Law, 1987)
  - Positive Freiheit und negative Freiheit in den Vereinigten Staaten. (Liberté positive, liberté negative en Amérique, 1989)
- Verpflichtung, Loyalität, Exil. Hg. Hannes Bajohr. Matthes & Seitz, Berlin 2019; enthält die Essays:
  - Verpflichtung, Loyalität, Exil (1992)
  - Das Werk Michael Walzers (posthum veröffentlicht, 1998, entstanden Anfang der 1990er Jahre)
- Über Hannah Arendt. Herausgegeben und mit einem Nachwort versehen von Hannes Bajohr, Matthes & Seitz, Berlin 2020, ISBN 978-3-95757-797-9; enthält die Essays:
  - Die Romantik der Niederlage (Exzerpt aus After Utopia, 1957)
  - Antike und Moderne (unbetitelte Rezension, 1963)
  - Der Triumph Hannah Arendts (Hannah Arendt's Triumph, 1975)
  - Die Vergangenheit neu denken (Rethinking the Past, 1977)
  - Hannah Arendt als Paria (Hannah Arendt as Pariah, 1983)
  - Arendts Kant (unbetitelte Rezension, 1984)